# Cleptometopus grandis
Cleptometopus grandis är en skalbaggsart som beskrevs av Jordan 1894. Cleptometopus grandis ingår i släktet Cleptometopus och familjen långhorningar. Inga underarter finns listade i Catalogue of Life.